# Michael Cunningham
Michael Cunningham (født 6. november 1952) er en amerikansk forfatter.
Født 1952 i Cincinnati, Ohio. Har studeret engelsk litteratur ved Stanford University. Han debuterede med noveller i the Atlantic Monthly og the Paris Review.

## Karriere
I 1998 udkom Cunningham med romanen The Hours, der blev en stor succes. For denne roman vandt han både Pulitzerprisen og PEN/Faulkner Award. Hans seneste roman, Specimen Days, blev også godt modtaget. Udover romaner har Cunningham også skrevet filmmanuskripter bl.a. til filmatiseringen af A Home at the End of the World og Evening.
The Hours blev i 2002 filmatiseret af Stephen Daldry med Meryl Streep, Nicole Kidman og Julianne Moore i hovedrollerne. Nicole Kidman var en Oscar for bedste kvindelige hovedrolle. Selve filmen var bl.a. også nomineret i kategorierne Bedste Film, Bedste Mandlige Birolle, Bedste Kvindelige Birolle, Bedste Instruktør og Bedste Filmatisering.

## Udvalgte værker
- A Home at the End of the World (1990)
- The Hours (1998), (dansk: Timerne)
- Specimen Days (2005)